# Thelocactus leucacanthus

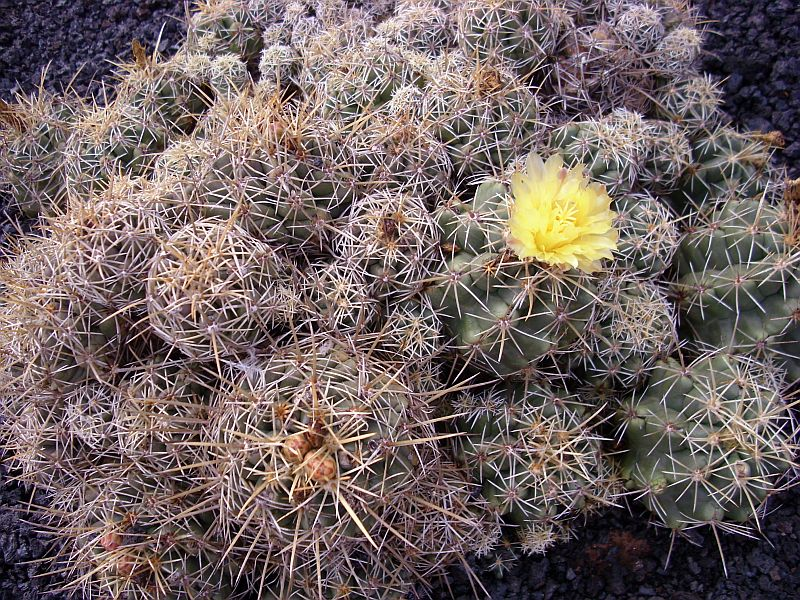
Pflanzengruppe

Thelocactus leucacanthus ist eine Pflanzenart der Gattung Thelocactus in der Familie der Kakteengewächse (Cactaceae). Das Artepitheton leucacanthus leitet sich von den griechischen Worten leukos für ‚weiß‘ sowie akanthos für ‚Dorn‘ ab.

## Beschreibung
Thelocactus leucacanthus wächst in Gruppen oder als großes mehrköpfiges Polster von bis zu 80 Zentimetern Größe im Durchmesser. Die einzelnen, gelblich grünen Pflanzenkörper sind kugelförmig bis kurz zylindrisch und erreichen eine Wuchshöhe von 4,5 bis 15 Zentimetern und einen Durchmesser von 2,5 bis 5 Zentimetern. Die 7 bis 14 gehöckerten Rippen verlaufen senkrecht bis spiralig am Pflanzenkörper. Die konischen, bis 1,1 Zentimeter hohen Höcker sind an der Spitze abgerundet und bis 1,4 Zentimeter breit und bis 0,8 Zentimeter lang. Die bis 6 Millimeter langen und bis 3 Millimeter breiten Areolen tragen extraflorale Nektarien. Der nur manchmal ausgebildete einzelne, gelblich weiße bis fast schwarze Mitteldorn ist gerade und abstehend und wird bis zu 5 Zentimeter lang. Die gelblich weißen, 6 bis 20 Randdornen sind gerade bis etwas gebogen. Sie erreichen eine Länge von 7 Millimetern.
Die gelben bis violetten oder karminroten Blüten werden bis 5,2 Zentimeter lang und erreichen einen Durchmesser bis 4,5 Zentimeter. Das Perikarpell ist mit Schuppen besetzt. Die grünen bis gelblichgrünen Früchte sind bis 9 Millimeter lang und erreichen einen Durchmesser bis 8 Millimeter. Bei Reife sind die Früchte trocken und reißen an der Basis auf. Sie enthalten die bis 2 Millimeter langen und bis 1,8 Millimeter im Durchmesser großen Samen. Die Testazellen sind polygonal oder quadratisch.

## Verbreitung, Systematik und Gefährdung
Thelocactus leucacanthus ist die am südlichsten vorkommende Art der Gattung. Sie ist auf 1200 bis 1900 Meter in waldartigem Sukkulentenbusch in den mexikanischen Bundesstaaten Hidalgo und Querétaro verbreitet.
Die Erstbeschreibung als Echinocactus leucacanthus erfolgte 1837  durch Ludwig Georg Karl Pfeiffer. Nathaniel Lord Britton und Joseph Nelson Rose stellten die Art 1923 in die Gattung Thelocactus. Ein nomenklatorisches Synonym ist Ferocactus leucacanthus (Zucc. ex Pfeiff.) N.P.Taylor (1979).
In der Roten Liste gefährdeter Arten der IUCN wird die Art als „Least Concern (LC)“, d. h. als nicht gefährdet geführt.

## Nachweise